# Конкарела (Рим)
Конкарела је насеље у Италији у округу Рим, региону Лацио.
Према процени из 2011. у насељу је живело 20 становника. Насеље се налази на надморској висини од 207 м.